# Ricardo Talesnik

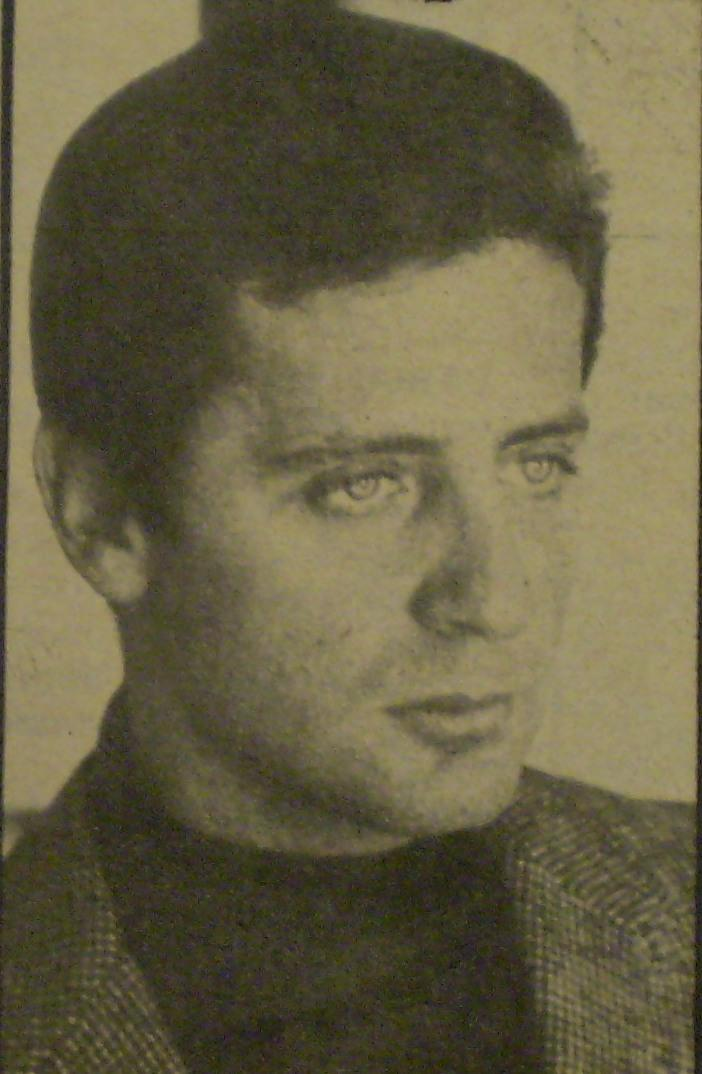
Ricardo Talesnik

Ricardo Talesnik (* 25. Dezember 1935 in Buenos Aires) ist ein argentinischer Schriftsteller und Schauspieler.

## Leben
Nach anfänglichen Misserfolgen konnte Talesnik 1967 mit seinem Theaterstück „La fiaca“ erfolgreich debütieren. Bereits im darauffolgenden Jahr verfilmte der Regisseur Fernando Ayala unter demselben Titel dieses Werk. Talesnik lebt als Schauspieler und Schriftsteller in Buenos Aires.

## Ehrungen
- Premio Argentores (Sociedad general de Autores de la Argentina) für das Theaterstück „La fiaca“.

## Werke (Auswahl)
- El avión negro. 1970 (zusammen mit Roberto Cossa, Germán Rozenmacher und Carlos Somigliana).
- Casi un hombre. 1979.
- El chuco. Una historieta musical. 1976.
- Cien veces no debo. 1972.
- Cómo ser una buena madre. 1977.
- La fiaca. 1967.
- los japoneses no esperan. 1973.
- Solita y sola. 1972.
- Traylesnik. 1974.
- Yo la escribo y yo la vendo. 1979.